# Élections législatives cambodgiennes de 2003
Les élections législatives cambodgiennes de 2003 ont permis le renouvellement des 123 membres de l'Assemblée nationale élue en 1998. Ce sont les deuxième élections législatives à se tenir dans ce pays depuis l'instauration de la monarchie constitutionnelle.
Les élections suivantes ont eu lieu en 2008.

## Contexte
Si vingt-trois partis sont en lice, ils ne sont tous présents que dans huit circonscriptions et dans l’une d’entre elles, le choix des électeurs ne peut porter que sur neuf listes.

## Résultats
Le parti du peuple cambodgien du Premier ministre Hun Sen manque de peu (9 sièges) la majorité des deux-tiers qui lui aurait permis de gouverner seul. Il s'ensuivra des tractations de plusieurs mois avant de pouvoir former un gouvernement de coalition avec le Front uni national pour un Cambodge indépendant, neutre, pacifique et coopératif (FUNCINPEC).
Ce dernier parti poursuit sa chute et se retrouve talonné par le Parti Sam Rainsy qui, à cause du scrutin par circonscriptions aura 2 députés de moins que le FUNCINPEC alors qu'il dispose de 55 000 électeurs de plus.
|                          |                                                     |           |       |        |               |  |
| Parti                    | Parti                                               | Voix      | %     | Sièges | +/-           |  |
|                          | Parti du peuple cambodgien (PPC)                    | 2 447 259 | 47,35 | 73     | 9             |  |
|                          | Parti Sam Rainsy (PSR)                              | 1 130 423 | 21,87 | 24     | 9             |  |
|                          | FUNCINPEC                                           | 1 072 313 | 20,75 | 26     | 17            |  |
|                          | Parti démocrate khmer                               | 95 927    | 1,86  | 0      | en stagnation |  |
|                          | Parti du riz                                        | 76 086    | 1,47  | 0      | Nv.           |  |
|                          | Parti Inpath Borey                                  | 62 338    | 1,21  | 0      | Nv.           |  |
|                          | Parti Norodom Chakrapong de l'âme khmère            | 56 010    | 1,08  | 0      | Nv.           |  |
|                          | Parti du développement du Cambodge                  | 36 838    | 0,71  | 0      | Nv.           |  |
|                          | Parti Khmer Angkor                                  | 26 385    | 0,51  | 0      | en stagnation |  |
|                          | Parti des femmes cambodgiennes                      | 23 538    | 0,46  | 0      | Nv.           |  |
|                          | Parti du Front des Khmers                           | 20 272    | 0,39  | 0      | Nv.           |  |
|                          | Parti de l'unité khmère                             | 18 309    | 0,35  | 0      | en stagnation |  |
|                          | Mouvement démocratique de Hang Dara                 | 15 671    | 0,30  | 0      | Nv.           |  |
|                          | Parti de l'âme khmère                               | 14 342    | 0,28  | 0      | Nv.           |  |
|                          | Parti des jeunes Khmer                              | 14 018    | 0,27  | 0      | Nv.           |  |
|                          | Parti de la solidarité khmère                       | 11 676    | 0,23  | 0      | Nv.           |  |
|                          | Les Khmers aident les Khmers                        | 9 482     | 0,18  | 0      | Nv.           |  |
|                          | Parti des paysans khmers                            | 9 449     | 0,18  | 0      | Nv.           |  |
|                          | MOLINAKA & les résistants khmers pour la liberté    | 6 808     | 0,13  | 0      | en stagnation |  |
|                          | Parti du Cambodge libre indépendant et démocratique | 6 806     | 0,13  | 0      | Nv.           |  |
|                          | Parti des citoyens khmers                           | 6 526     | 0,13  | 0      | en stagnation |  |
|                          | Parti khmer nationaliste                            | 4 232     | 0,08  | 0      | Nv.           |  |
|                          | Parti démocrate libéral                             | 4 129     | 0,08  | 0      | en stagnation |  |
|                          |                                                     |           |       |        |               |  |
| Votes valides            | Votes valides                                       | 5 168 837 | 97,94 |        |               |  |
| Votes blancs et nuls     | Votes blancs et nuls                                | 108 657   | 2,06  |        |               |  |
| Total                    | Total                                               | 5 277 494 | 100   | 123    | 1             |  |
| Abstentions              | Abstentions                                         | 1 064 340 | 16,78 |        |               |  |
| Inscrits / participation | Inscrits / participation                            | 6 341 834 | 83,22 |        |               |  |